# 科索沃铁路

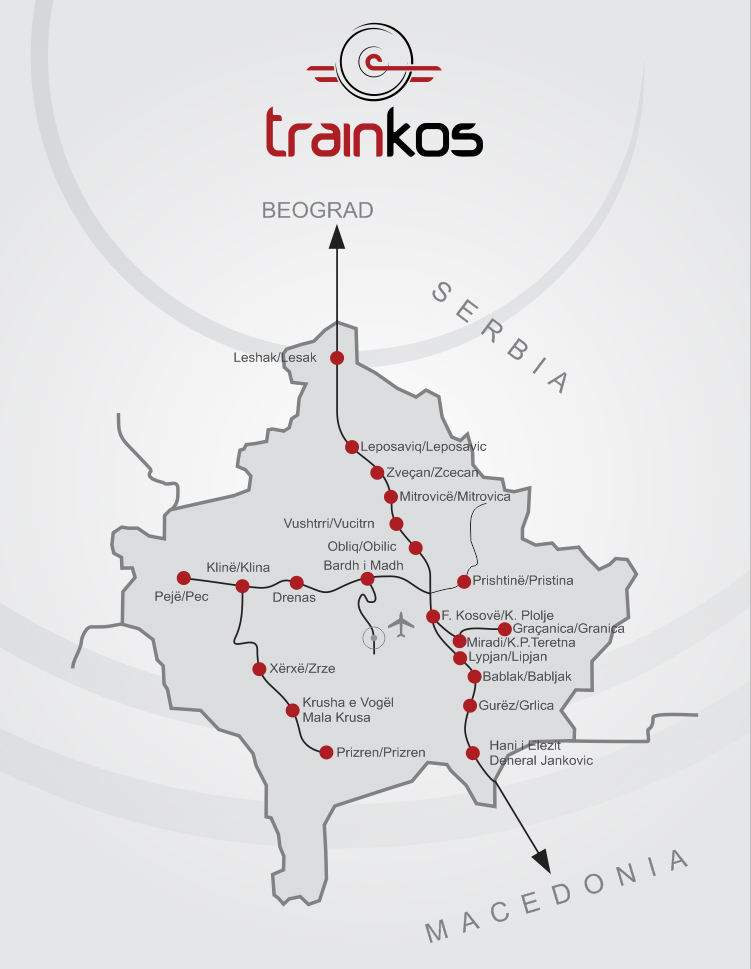
科索沃鐵路的營運路線

科索沃鐵路網

科索沃铁路J.S.C（羅馬化：Kosovske Železnice D.D.）是科索沃的铁路运输公司[a]。 科索沃铁路的前身是UNMIK铁路 ，该铁路是继承了科索沃境内的前南斯拉夫铁路的网络，之前是有南斯拉夫中央政府拥有的。

## 图片

### 机车

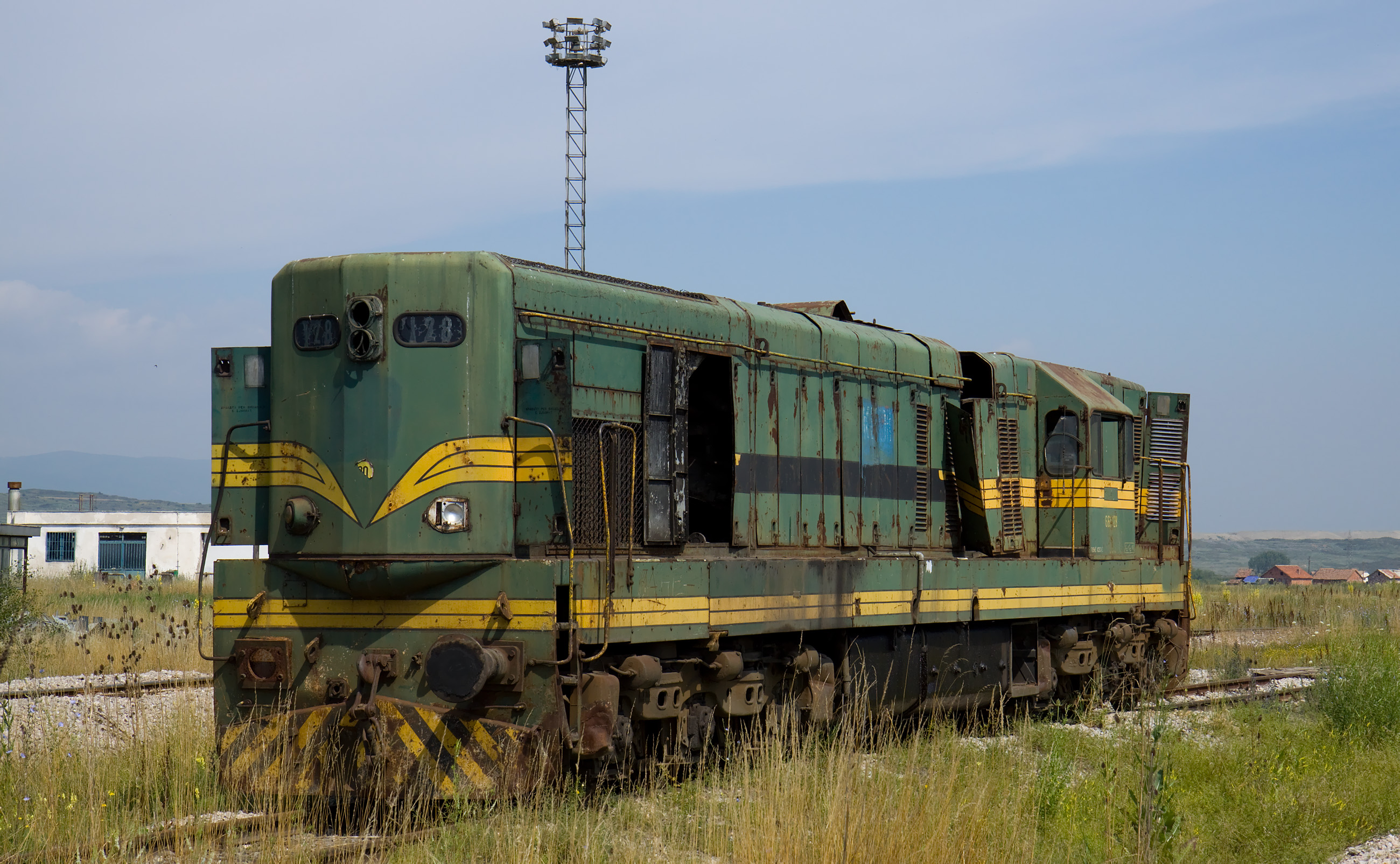
001, JŽ 661 128
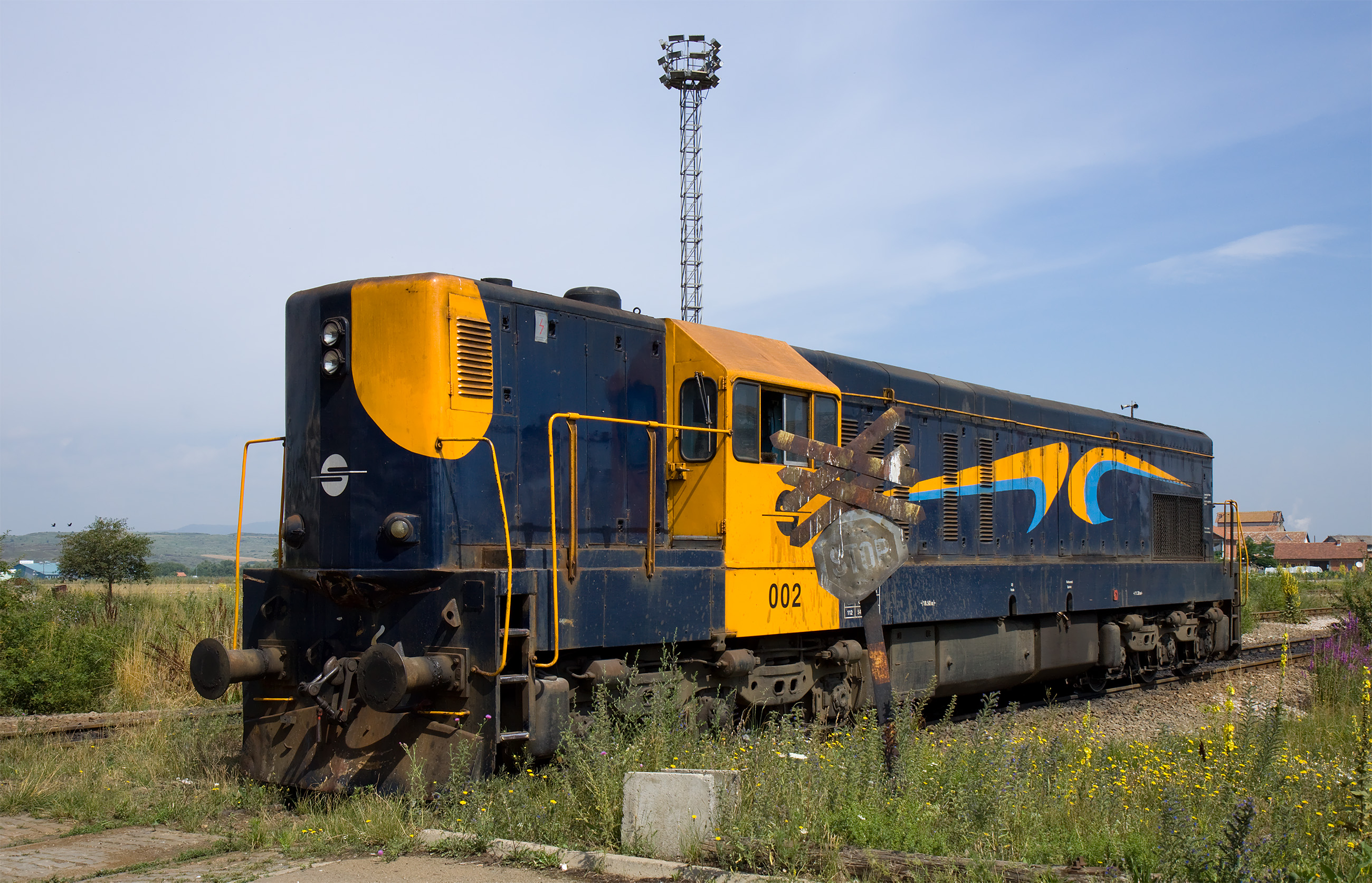
002, JŽ 661 132
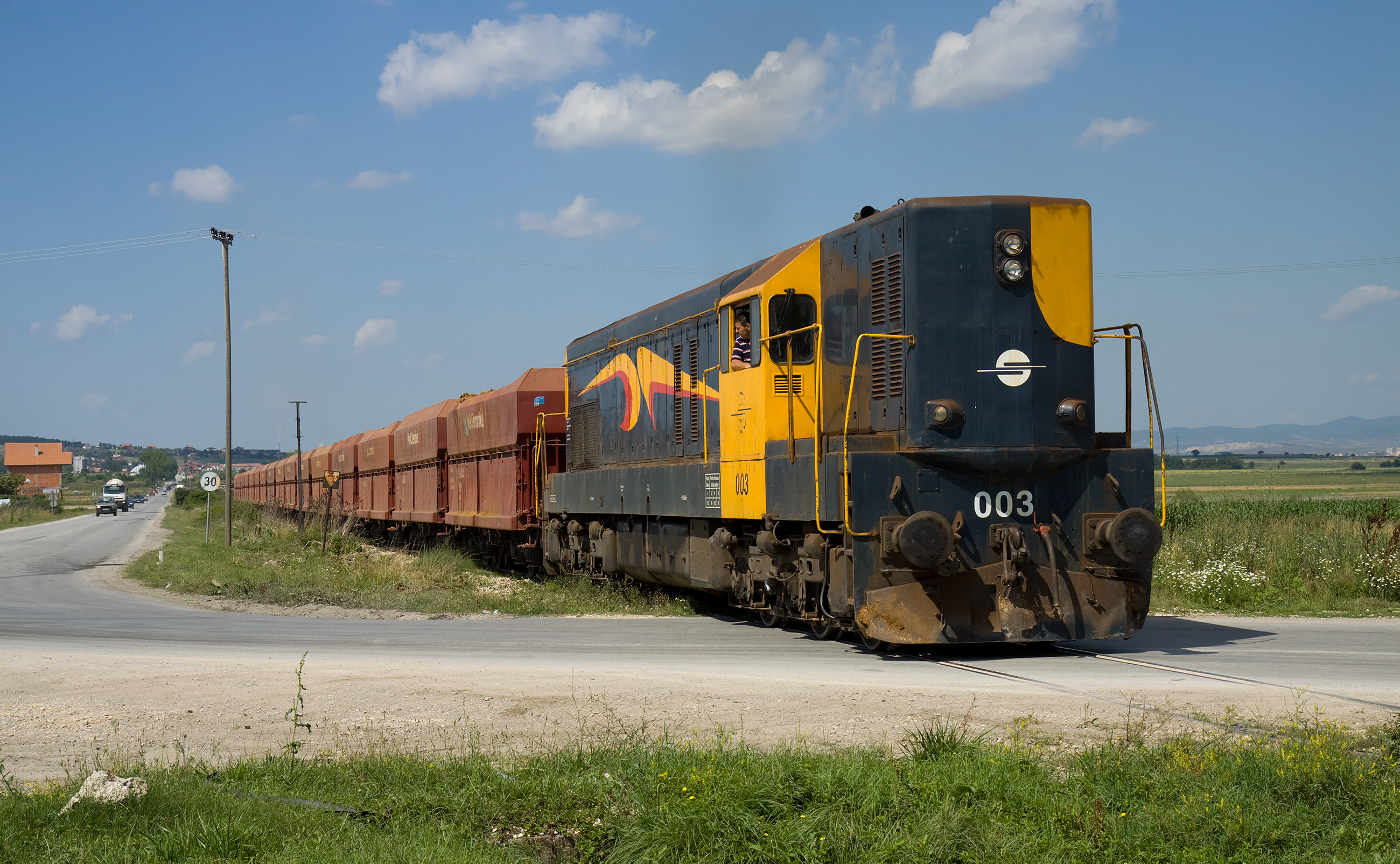
003, JŽ 661 228
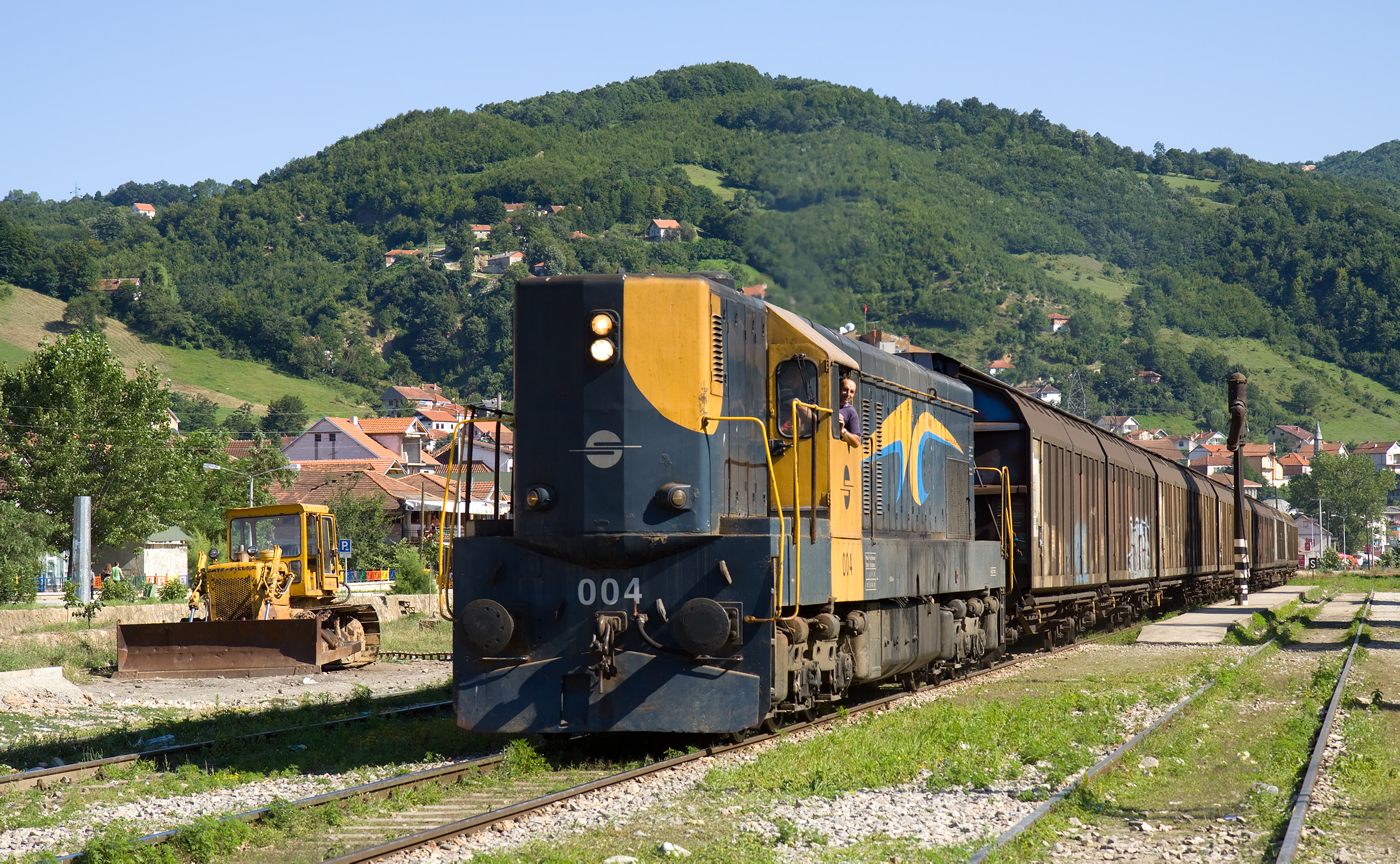
004, JŽ 661 231
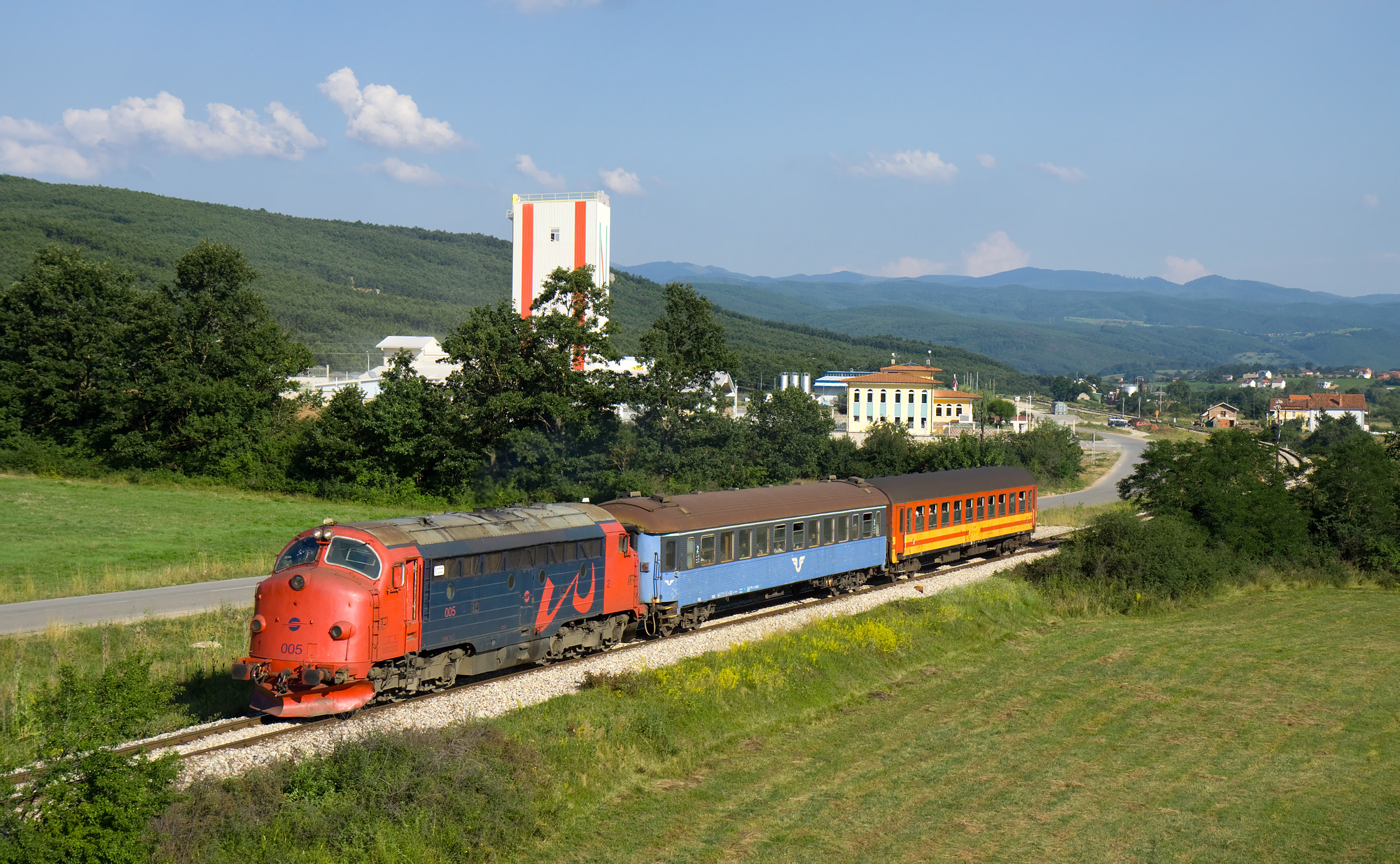
005, NSB Di 3a 619
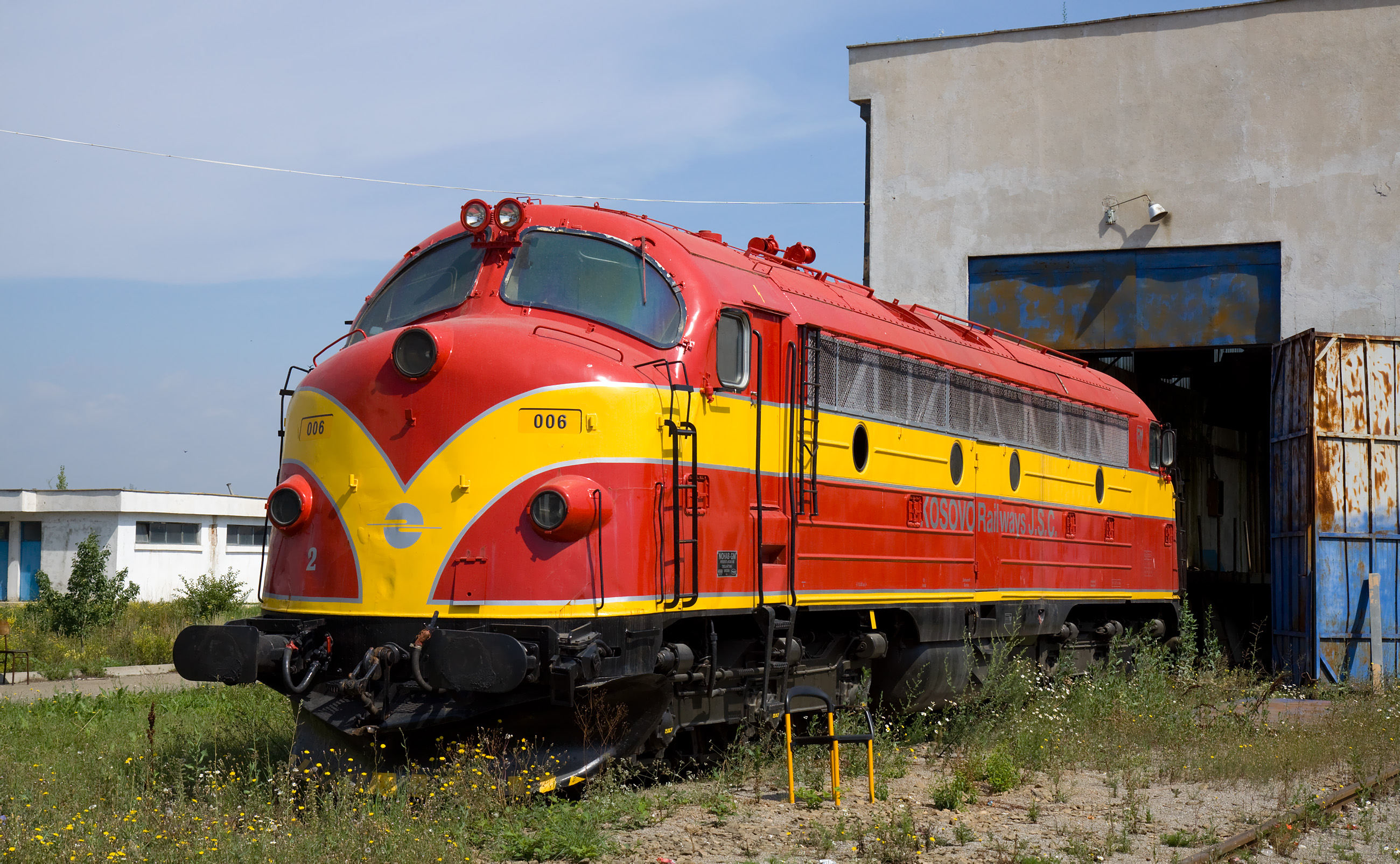
006, NSB Di 3a 633
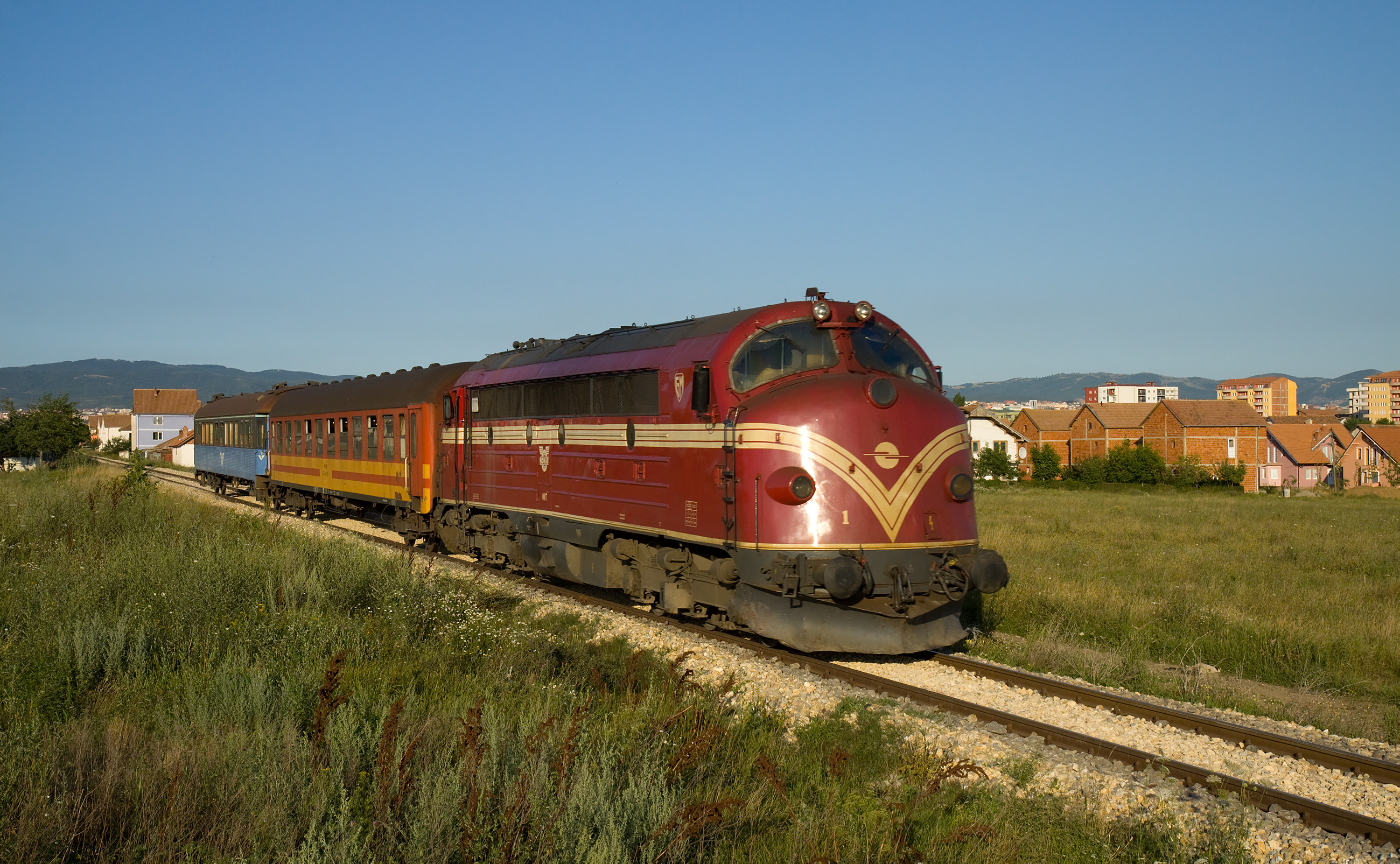
007, NSB Di 3b 641
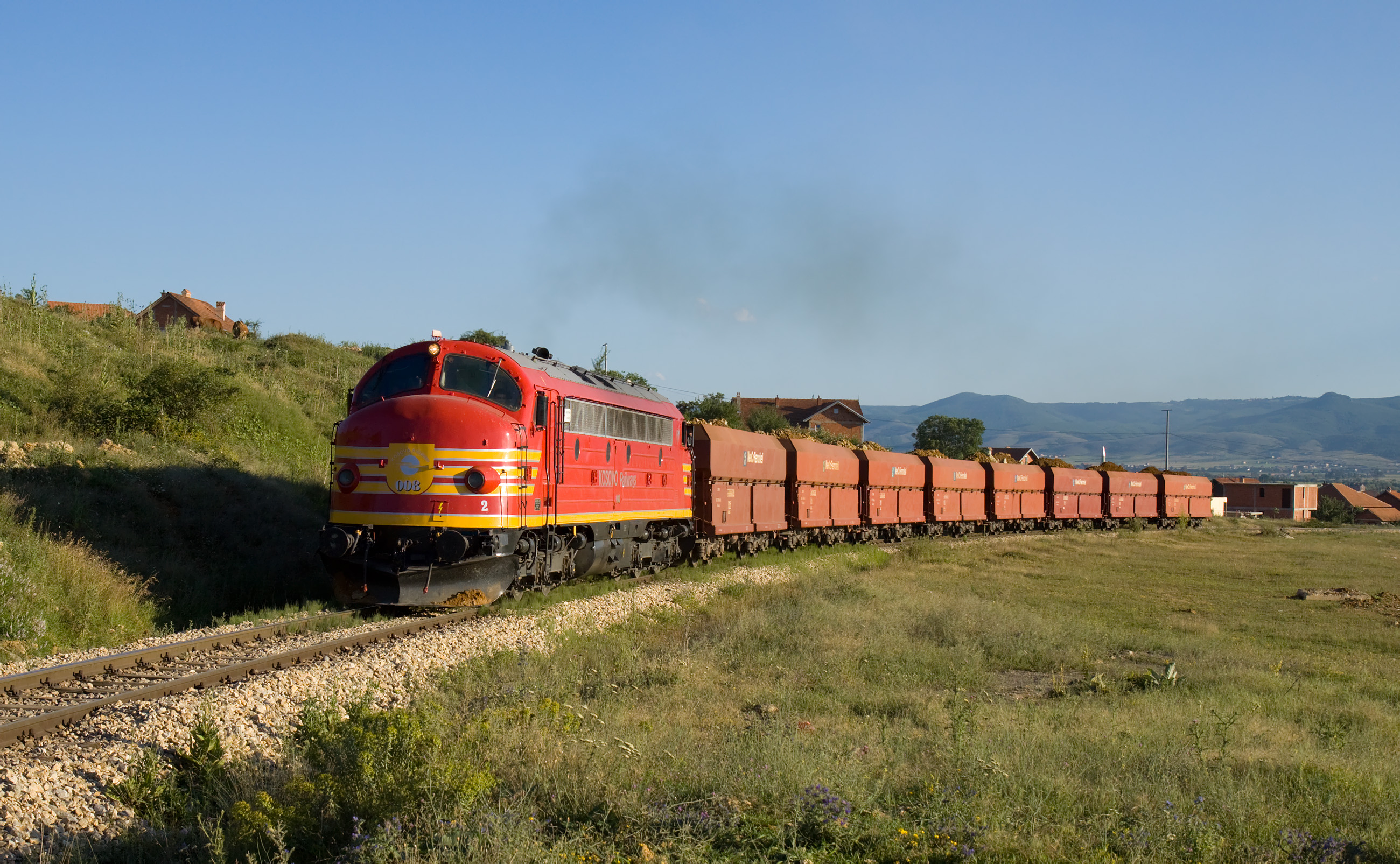
008, NSB Di 3b 643
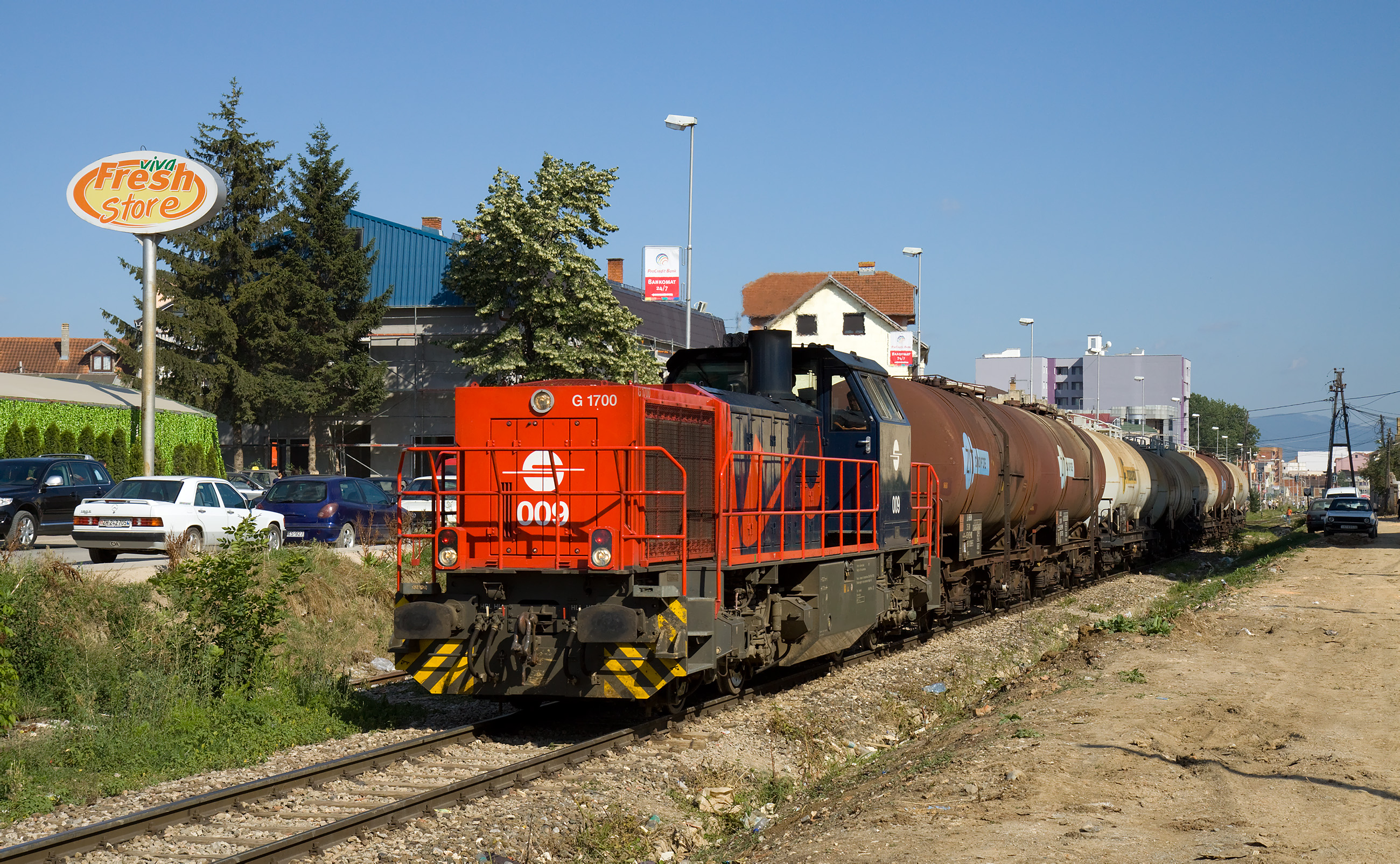
009, Vossloh G 1700

### 动车组

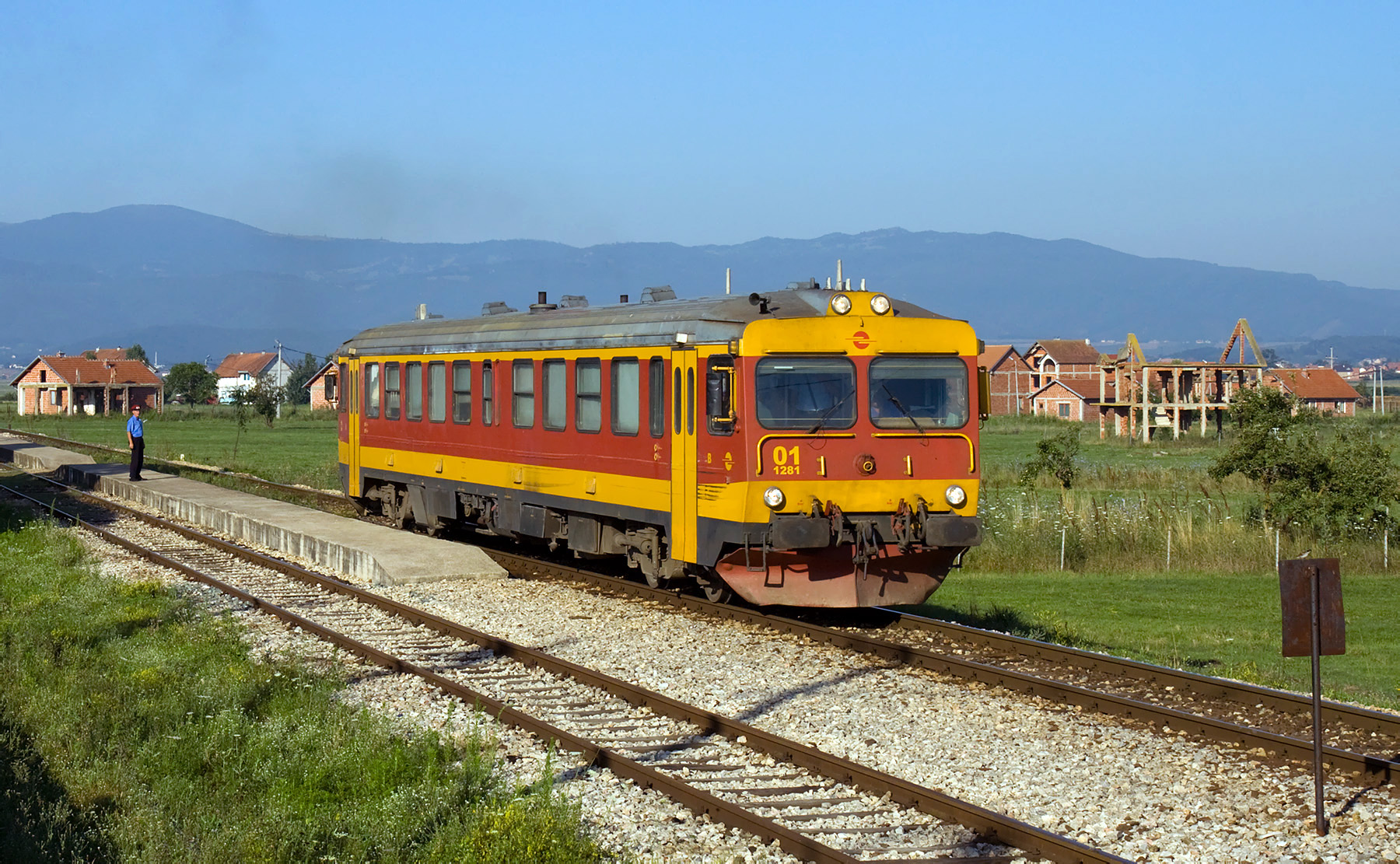
Y1 01位于Bablak
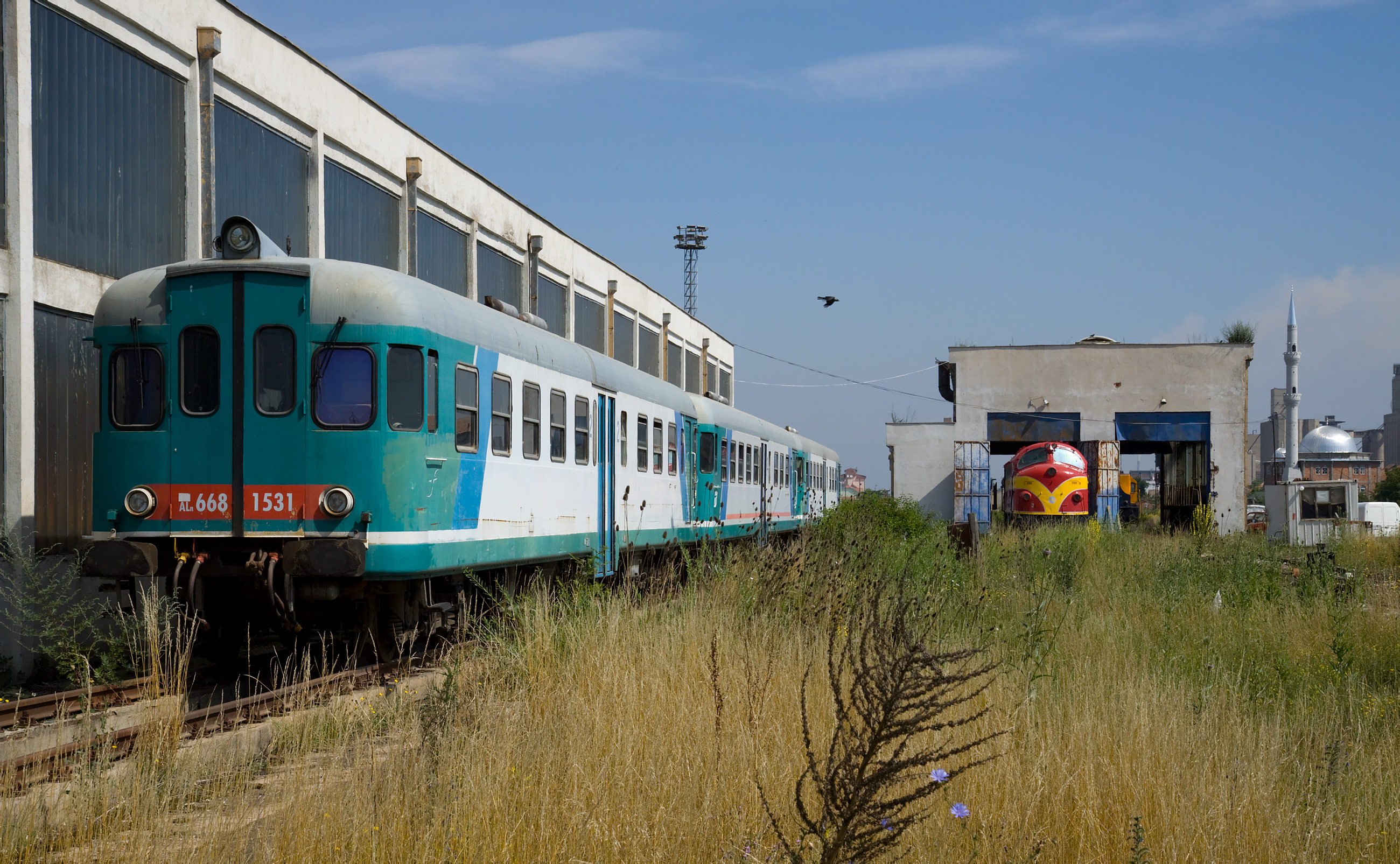
ALn 668停在科索沃Polje